# Пачеко (Каліфорнія)
Пачеко (англ. Pacheco) — переписна місцевість (CDP) в США, в окрузі Контра-Коста штату Каліфорнія. Населення — 4183 особи (2020).

## Географія
Пачеко розташоване за координатами 37°59′16″ пн. ш. 122°4′12″ зх. д. / 37.98778° пн. ш. 122.07000° зх. д. (37.987860, -122.069906).  За даними Бюро перепису населення США в 2010 році переписна місцевість мала площу 1,92 км², уся площа — суходіл.

## Демографія
Згідно з переписом 2010 року, у переписній місцевості мешкало 3685 осіб у 1558 домогосподарствах у складі 938 родин. Густота населення становила 1922 особи/км².  Було 1642 помешкання (856/км²).
Расовий склад населення:
| - 76,4 % — білих - 9,9 % — азіатів - 2,1 % — чорних або афроамериканців - 0,7 % — корінних американців - 0,3 % — вихідців з тихоокеанських островів - 5,5 % — осіб інших рас |

До двох чи більше рас належало 5,1 %. Частка іспаномовних становила 16,8 % від усіх жителів.
За віковим діапазоном населення розподілялося таким чином: 19,2 % — особи молодші 18 років, 64,9 % — особи у віці 18—64 років, 15,9 % — особи у віці 65 років та старші. Медіана віку мешканця становила 44,4 року. На 100 осіб жіночої статі у переписній місцевості припадало 92,5 чоловіків;  на 100 жінок у віці від 18 років та старших — 87,9 чоловіків також старших 18 років.
Середній дохід на одне домашнє господарство  становив 78 193 долари США (медіана — 52 988), а середній дохід на одну сім'ю — 69 181 долар (медіана — 55 987). Медіана доходів становила 55 865 доларів для чоловіків та 34 180 доларів для жінок. За межею бідності перебувало 12,8 % осіб, у тому числі 19,9 % дітей у віці до 18 років та 13,7 % осіб у віці 65 років та старших.
Цивільне працевлаштоване населення становило 2065 осіб. Основні галузі зайнятості: роздрібна торгівля — 24,3 %, освіта, охорона здоров'я та соціальна допомога — 18,2 %, науковці, спеціалісти, менеджери — 11,2 %, виробництво — 9,2 %.